# Flughafen Tamuín

i8
i11
i13
Der Flughafen Tamuín (spanisch Aeropuerto Nacional de Tamuín, IATA-Code: TSL, ICAO-Code: MMTN) ist ein nationaler Flughafen bei der Stadt Tamuín im Bundesstaat San Luis Potosí im Nordosten Mexikos.

## Lage
Der Flughafen Tamuín liegt etwa 5 km nordwestlich der Stadt Tamuín und etwa 300 km (Luftlinie) nördlich von Mexiko-Stadt in einer Höhe von ca. 50 m.

## Flugverbindungen
Derzeit werden keine Linienflüge abgefertigt.

## Passagiere
Wurden im Jahr 2019 noch über 4500 Passagiere abgefertigt, so sank deren Zahl infolge der COVID-19-Pandemie im Folgejahr deutlich.